# Волынский, Леонид Наумович
Леони́д Нау́мович Волы́нский (при рождении — Леон Нухим-Волькович Рабинович; 19 декабря 1912  [1 января 1913], Одесса, Херсонская губерния — 28 августа 1969, Москва) — советский писатель и художник, организатор спасения работ Дрезденской картинной галереи после окончания Второй мировой войны. Обнаружил и спас 478 картин, среди которых «Сикстинская мадонна» Рафаэля, «Автопортрет с Саскией» Рембрандта, «Святая Инесса» Риберы, «Спящая Венера» Джорджоне, «Динарий кесаря» Тициана.

## Биография
Родился 19 декабря 1912 года (1 января 1913 года) в Одессе в еврейской семье. Отец — ходорковский мещанин Нухим-Волько Янкель-Овсеевич (Наум Яковлевич) Рабинович (1890—1941), мать — Шифра Ицковна (Софья Исааковна) Канделис (1892—1941). Семья матери происходила из местечка Вчерайше. Родители заключили брак в Житомире 25 ноября 1911 года. 
Образование получил в школе № 25 в Житомире, где жили родители отца. Работал художником в Киевском театре оперы и балета, в начале Великой Отечественной войны ушёл добровольцем на фронт. Отца и мать Леонида Рабиновича немцы при участии украинской вспомогательной полиции и украинских коллаборационистов, которые стояли в оцеплении, убили 29 сентября 1941 года в Бабьем яру в акциях уничтожения еврейского населения Киева.
Леонид Рабинович попал в плен. Внучка писателя Елена Костюкович рассказывает: 

попал под Киевом в немецкий плен. Раздетый и разутый, дед стоял в шеренге отобранных для расстрела коммунистов и евреев. Перед обречёнными прохаживался немецкий офицер… «Я встретился с ним взглядом, — вспоминал дед — и здесь произошло то, чего не объяснишь никакими другими словами, кроме слова „судьба“. Он спросил:
- А ты чего здесь стоишь?
Я молча пожал плечами. Он спросил:
- Комиссар?
Я качнул головой: „Нет“. Это была правда. Вряд ли я стал бы лгать в ответ на следующий вопрос. Но больше он ничего не спросил. Видно, моя наружность никак не сходилась с его представлениями о тех, кому следовало умереть. На какую-то долю секунды всё повисло на острие иглы; он повернулся к унтер-офицеру, сказал ему что-то — быстро, отрывисто, а затем крикнул мне:
- Weg! (Пошел прочь!) Лезешь куда не следует…»
Бежал, продолжив воевать дошёл до Германии и в апреле 1945 года в звании младшего лейтенанта оказался в Дрездене. С группой из пяти солдат разыскал место захоронения картин Дрезденской галереи и организовал их спасение и эвакуацию (события описаны в автобиографической повести «Семь дней», впервые опубликованной в 1958 году).
После войны вернулся в Киев и под псевдонимом Леонид Волынский опубликовал ряд книг, из которых наибольшей популярностью пользовались адресованные юношеству книги о художниках: «Дом на солнцепёке» (1961, о Винсенте Ван Гоге), «Лицо времени» (1962, о русских художниках-передвижниках), «Зелёное дерево жизни» (1964, о французских импрессионистах), а также «Страницы каменной летописи» (1967, о шедеврах русской архитектуры).
Был близким другом писателя В. П. Некрасова.
С 1967 года жил в Москве.
Умер 28 августа 1969 года. Похоронен на Введенском кладбище (7 уч.).

## Рассказы
- Шпортюк (1953)
- Студенты (1953)
- Боцман (1953)
- Другие песни (1953)
- Новый год (1953)
- Клавдия Петровна (1954)
- На этюдах (1954)
- Двадцать одно (1954)
- У моря (1954)
- В степи (1954)
- Виталина (1954)
- Буран (1954)
- Смольников (1954)
- Катька (1954)
- Любушка (1955)
- Гость (1955)
- Такой день (1955)
- Волк (1955)
- Первый комбат (1955)
- День рождения (1955)

## Семья
- Жена — Раиса Григорьевна (Рахиль Гершевна) Константиновская-Рабинович (1913—2010), инженер-химик.
  - Дочь — Вера Леонидовна Новосельская (род. 1935).
    - Внуки — Елена Александровна Костюкович, писательница, переводчица с итальянского языка; Леонид Романович Новосельский (род. 1970).
- Брат — литературовед и писатель Исаак Наумович Крамов (1919—1979), муж писательницы Елены Ржевской.

## Награды
- медаль «За боевые заслуги» 14.7.1945. (Из Наградного листа мл. техника лейтенанта Рабиновича Леонида Наумовича. Краткое конкретное изложение личного боевого подвига или заслуг. Выполняя задания командования мл. техн. л-нт Рабинович Л. Н. проделал большую работу по обнаружению укрытых немцами музейных ценностей. За период с 9го по 28 мая 1945 г. им обнаружены следующие ценности огромной важности: около 2000 картин, среди которых «Сикстинская мадонна» Рафаэля, ряд полотен Ван Дейка, Рубенса и других великих мастеров… Достоин правительственной награды ордена «Красной Звезды» (подпись) 29 мая 1945 г. Отказано: «с 20.09.41 по 25.09.43 проживал на террит. врем. оккупир. немцами. Наградить медалью „За боевые заслуги“ (подпись) 5.7.45»).

## Увековечение памяти
Как пишет Елена Кузьменко: 

Ни в сводном библиографическом пособии «Писатели Советской Украины. 1917—1987» (Киев, 1988), ни в первом томе «Украинской литературной энциклопедии» (Киев, 1988) Леонида Наумовича Волынского нет. Нет и мемориальной доски на доме, в котором он жил. Почему? У Киева, у Украины так много людей, кто достоин памяти в масштабах человечества?